# Igantzi
Igantzi è un comune spagnolo di 597 abitanti situato nella comunità autonoma della Navarra.